# La Nuit ensoleillée
Pour plus de détails, voir Fiche technique et Distribution.
La Nuit ensoleillée est un film français réalisé par Patrick Segal et sorti en 1981.

## Synopsis
En 1980, à Arnhem, en Hollande, se déroule la sixième édition des Jeux paralympiques.

## Fiche technique
- Titre : La Nuit ensoleillée
- Réalisation : Patrick Segal
- Scénario : Patrick Segal
- Photographie : Michel Bazille
- Montage : Catherine Reignoux
- Musique : Philippe Sarde
- Production : Patrick Segal
- Distribution : Les Films Molière
- Pays :  France
- Durée : 80 minutes
- Date de sortie  : France - 18 novembre 1981

## Sélection
- Festival de Cannes 1981 (sélection Un certain regard)[1]